# Claws
«Claws» — песня английской певицы Charli XCX (настоящее имя Шарлотта Эмма Эйтчисон), вышедшая 23 апреля 2020 года в качестве второго сингла с предстоящего четвёртого студийного альбома How I’m Feeling Now.
«Claws» была названа одной из лучших песен 2020 года журналами NME и
Rolling Stone.

## История
10 апреля 2020 года Charli XCX опубликовала серию клипов из предстоящих песен в Твиттере, спрашивая своих поклонников, какая из них понравилась им больше. 13 апреля 2020 года она объявила, что следующим будет сингл «Claws», хотя вместо этого она хотела бы назвать его «I Like». На следующий день она подтвердила, что «Claws» будет официальным названием песни.
Продюсированная Диланом Брэйди из 100 Gecs «Claws» — это песня с Электропоп-музыкой и глитч-музыкой с элементами хип-хопа, электроники, поп-музыки и транса. Речь идёт о любви во время самоизоляции, вдохновлённой её парнем, с которым она находится в карантине из-за пандемии коронавируса в 2019-20 годах. О создании песни Алекс Роберт Росс из The Fader сказал: «Звучит так, словно меня затягивают в модем и выплёвывают в ярком мультфильме».

## Отзывы
Эмили Тан из журнала Spin описала начало песни как «автоматически настраиваемый роботизированный фрагмент», затем «Чарли объясняет, как сильно она кого-то любит». Майкл Лав Майкл из журнала Paper написал, что песня «мгновенно вонзает в тебя свои когти и [не] отпускает», и добавил, что «она всем понравится».
В другой статье для того же издания Мэтт Моен считает, что трек погружает слушателей в эйфорический транс и «подтверждает её доминирование» как одного из главных новаторов поп-музыки".
Лиза Райт из журнала DIY описала песню как «китчевый электро-поп-трек, который сильно зависит от её принадлежности к PC Music».
Издание Stereogum включило «Claws» в список 5 лучших новинок недели от 24 апреля, в то время как один из авторов (никнейм James) написал, что эта песня была «взрывом чистого восторга». В дополнение к ощущению, что это «именно та музыка, которую [он хочет] услышать прямо сейчас, музыка, которая заставляет [его] чувствовать себя круто и безопасно и позволяет [ему] забывать обо всём, что происходит».

## Чарты
| Чарт (2020)                                    | Высшая позиция |
| ---------------------------------------------- | -------------- |
| Новая Зеландия, New Zealand Hot Singles (RMNZ) | 25             |